# Abditum mentis
Abditum mentis („Versteck des Geistes“ oder „das Verborgene des Geistes“) ist ein lateinischer Begriff der spätantiken und mittelalterlichen Intellekttheorie. Der Ausdruck bezeichnet bei dem spätantiken Kirchenvater Augustinus (354–430) einen Bereich in der Tiefe des menschlichen Geistes, dessen Inhalt ein apriorisches Wissen sein soll, das als Grundlage des Denkens und jeder Erkenntnis gilt. Nach der Theorie des Augustinus ist dieses Wissen dort stets präsent, aber verborgen und somit unbewusst; es kann jedoch durch das Denken ins Bewusstsein gehoben werden. Spätmittelalterliche Autoren knüpften an das antike Konzept an und entwickelten es weiter. Umstritten war bei ihnen, ob das abditum mentis mit dem „tätigen Intellekt“ (intellectus agens) gleichzusetzen sei oder ihn transzendiere. Meister Eckhart identifizierte es mit dem „Seelengrund“, einem Bereich der menschlichen Seele, in dem nach seiner Lehre Gott anwesend ist.

## Augustinus
Der Begriff abditum mentis wurde von Augustinus geprägt. In seinem Werk De trinitate erläuterte der Kirchenvater seine Erkenntnistheorie. Den Ausgangspunkt seiner Überlegungen bildete der Sachverhalt, dass Wissen im menschlichen Geist (mens) auch dann latent vorhanden ist, wenn es nicht gegenwärtig durch das Denken ins Blickfeld kommt. Der Geist erinnert sich immer seiner selbst; jederzeit besitzt er eine auf sich selbst bezogene Einsicht (intellectus) und liebt sich. Diese drei selbstbezüglichen Akte werden unablässig vollzogen, auch dann, wenn der Geist nicht an sich als etwas von dem, was er nicht ist, Verschiedenes denkt. Hier stieß Augustinus jedoch auf eine Schwierigkeit: Die Einsicht gehört zum Denken, die Kenntnis einer Sache hingegen, die der Geist auch dann besitzt, wenn er nicht an diese Sache denkt, ist nur der Erinnerung (memoria) zugeordnet. Daraus schien sich die Folgerung zu ergeben, dass Einsicht und Liebe einen gegenwärtigen Denkakt voraussetzen. Das würde bedeuten, dass Erinnerung, Einsicht und Selbstliebe nicht immer zugleich gegeben sind. Vielmehr müsste sich der Geist zuerst seiner selbst erinnern – das heißt: sich sein Dasein als separate Entität bewusst machen – und beginnen, sich zu denken; erst danach könnte er eine selbstbezügliche Einsicht erlangen und sich lieben. Diese Vorstellung hielt Augustinus für offensichtlich absurd. Er führte das Beispiel eines Musikers an, der die Musik auch in dem Zeitraum versteht und liebt, in dem er nicht an sie denkt, sondern sich ganz auf die Geometrie konzentriert. Dieser Umstand weist nach den Ausführungen in De trinitate darauf hin, dass „im Verborgenen des Geistes bestimmte Kenntnisse gewisser Dinge sind, und dass diese dann, wenn man an sie denkt, auf eine bestimmte Weise in die Bewusstseinsmitte hervortreten und im Blickfeld des Geistes gleichsam offenkundiger aufgestellt werden“. Dann findet der Geist, dass er auch während der Zeit, als er an etwas anderes dachte, die Einsicht in diese Dinge und die Liebe zu ihnen besaß. Wer an etwas, das er vergessen hat, erinnert wird, der wird an ein Wissen erinnert, das er seltsamerweise besitzt, obwohl er anscheinend nicht weiß, dass er weiß. Somit gibt es eine Einsicht, die nicht vom gegenwärtigen Vollzug eines Denkakts abhängt. Ihr „Ort“ ist das abditum mentis. Die „verstecktere Tiefe unseres Gedächtnisses“ ist der Ort, wo der Mensch Inhalte findet, die nicht aus seinen eingespeicherten Erinnerungen stammen, sondern die er zum ersten Mal denkt. Dort wird das „innerste Wort“ gezeugt, das keiner Sprache angehört. Im Denken erscheint eine Einsicht, die von einer Einsicht stammt, die schon zuvor im Gedächtnis war, dort aber verborgen war.
Diese Überlegungen des Augustinus sind von neuplatonischem Gedankengut beeinflusst. Allerdings kommt der Ausdruck abditum mentis bei ihm nur einmal vor; es handelt sich bei diesem hapax legomenon offenbar nicht um einen terminologisch bereits gefestigten Begriff. Über die Frage, ob Augustinus darunter eine bestimmte Instanz und ein leitendes Prinzip des gesamten Seelenlebens verstanden hat, gehen in der Forschung die Ansichten auseinander. Andreas Speer glaubt, der Kirchenvater habe nur eine besondere Weise der Präsenz von Kenntnissen im menschlichen Geist gemeint; die Deutung des abditum mentis als Instanz entspreche zwar der mittelalterlichen Interpretation, sei aber durch den Text in De trinitate nicht abgedeckt.

## Hochmittelalter
Im 12. Jahrhundert stellte Richard von St. Viktor – einen Gedanken des Augustinus aufgreifend – fest, im menschlichen Geist sei „ohne Zweifel das Höchste zugleich das Innerste und das Innerste zugleich das Höchste“. Es sei möglich, zum „höchsten und innersten Schoß des Geistes“ emporzusteigen, ihn zu ergreifen und zu halten und dort das unsichtbare Göttliche zu betrachten. Diese Wahrnehmung sei allerdings nur wenigen vergönnt; sie werde mit dem geistigen Sinn (sensus intellectualis) vollzogen, der vom Vernunft-Sinn (sensus rationalis) zu unterscheiden sei, und hänge nicht vom menschlichen Willen ab. Mit dem Vernunft-Sinn nehme der Mensch sein eigenes Unsichtbares wahr. Der göttliche Bereich im menschlichen Geist sei durch einen dichten Vorhang des Vergessens abgetrennt. Wer sich dorthin begebe, der vergesse nicht nur alles Äußere, sondern ebenso alles, was in ihm selbst sei. Auch bei der Rückkehr in die vertraute Welt bewirke der Vorhang ein Vergessen, aber kein vollständiges; daher könne man sich nachher an das Erlebte erinnern, doch nur auf unzulängliche Weise, nicht mehr in der ursprünglichen Wahrheit und Klarheit.
Petrus Lombardus gab in seinen Sentenzen die Überlegungen des Augustinus zum Verhältnis von Erinnerung, Einsicht und Selbstliebe im menschlichen Geist zitierend und erläuternd wieder.

## Spätmittelalter und Frühe Neuzeit
Im Jahr 1286 untersuchte und bejahte der einflussreiche Gelehrte Heinrich von Gent († 1293) in einer quaestio die Frage, ob es im Menschen ein „verborgenes Erkennen“ gibt, das heißt ein Erkennen als verborgener Akt ohne Rekurs auf die Vorstellungsbilder (phantasmata). Das im augustinischen abditum mentis verortete Erkennen deutete er nicht als ein zuständliches (intelligere habituale), sondern als ein tätiges (intelligere actuale). Er fasste es nicht als habitus (zuständliche Eigenschaft oder dauerhafte Anlage) auf, sondern als verborgenen Akt, der jeder äußeren kognitiven Aktivität vorangehe. Diese Erkenntnisweise sei dem menschlichen Geist aufgrund einer ihm innerlichen, ihn inwendig vollständig durchformenden Präsenz Gottes von Natur aus gegeben. Ihr Glanz sei jedoch verdunkelt, weil die Seele durch die Erbsünde geschwächt und durch den Körper beschwert sei; sie sei der Selbstvergessenheit, dem Vergessen ihres eigenen wahren Selbst, zum Opfer gefallen. Anscheinend war es Heinrich, der den Ausdruck „verborgenes Erkennen“ (intelligere abditum) prägte.
Der Philosoph und Theologe Dietrich von Freiberg († nach 1310) teilte diese Auffassung Heinrichs, ging aber weit darüber hinaus. Er legte eine Erkenntnistheorie vor, deren Ausgangspunkt die Ausführungen des Augustinus bildeten. Dietrich entwickelte das Konzept des Augustinus weiter, wobei er den bis dahin eher vagen Sprachgebrauch von abditum mentis terminologisch schärfte. Nach seinem Verständnis ist Erkenntnis ein Finden der Wahrheit im Versteck des Geistes, einer verborgenen Schatzkammer, die man in der eigenen Seele entdecken kann. Der Mensch braucht die Wahrheit nicht in der Außenwelt zu suchen, denn er besitzt sie bereits in sich selbst. Das Versteck des Geistes ist gleichsam der Ort in der Seele, wo ihre Wissensschätze gespeichert sind. Dort trägt sie das Wissen seit jeher in sich, doch wird sie sich dessen erst dann bewusst, wenn sie ihre Aufmerksamkeit darauf richtet.
Eine Neuerung führte Dietrich ein, indem er das abditum mentis des Augustinus mit dem „tätigen Intellekt“ der aristotelisch-scholastischen Philosophie gleichsetzte. Den Begriff „tätiger Intellekt“ hatte Aristoteles eingeführt. Dem antiken Denker folgend verstanden die spätmittelalterlichen Gelehrten, die Scholastiker, darunter die Vernunft, die konkret in Aktion tritt und aktuell ein Erkenntnisobjekt erfasst. Die Thomisten, die Anhänger der Lehre des Thomas von Aquin, betrachteten den tätigen Intellekt als eine Fähigkeit oder Funktionsweise der Seele (virtus animae), die als etwas Äußerliches, gleichsam von außen „Hinzukommendes“ zur Seele hinzutritt. Er verhält sich demnach zu ihr wie ein Instrument, dessen einzige Aufgabe darin besteht, ihr Erkenntnis zu ermöglichen. Dieser Auffassung widersprach Dietrich. Nach seiner Lehre ist der tätige Intellekt kein bloßes Mittel zur Erkenntnis, sondern er ist selbst die erkennende Instanz. Er ist eine Substanz, existiert aber nicht unabhängig von der Seele; er tritt nicht von außen zu ihr hinzu, sondern er ist inwendig als konstituierender Faktor in ihr und macht sie zu dem, was sie ist. Durch sein eigenes Wesen trägt der tätige Intellekt Ähnlichkeit mit der Gesamtheit des Seienden in sich. Daher vermag er im Prinzip alles zu erkennen. Indem er sich selbst erkennt, erkennt er zugleich seine Ursache (Gott), deren Abbild (imago) er ist, und die übrigen Dinge. Somit nimmt das abditum mentis in Dietrichs Modell der Schöpfungsordnung einen außerordentlich hohen Rang ein. Es ist ein Bewusstsein, das sich aus sich selbst heraus entfaltet und gänzlich von sich aus tätig ist. Gedankliches Erfassen vollzieht sich dadurch, dass das Denken aus dem Versteck des Geistes hervorgeht und einen bestimmten allgemeinen Gedankeninhalt formt. Dieses Hervorgehen ist das Erkennen des Erkenntnisobjekts durch einen Denkakt.
Im frühen Thomismus wurde die Auffassung des Augustinus umgedeutet; man versuchte sie mit der aristotelisch-thomistischen Seelenlehre vereinbar zu machen, indem die „verborgene Einsicht“ als Potenz, nicht als Akt interpretiert wurde. Auf scharfe Ablehnung stieß die von Heinrich von Gent vertretene Deutung des augustinischen abditum mentis als verborgener Akt bei dem Dominikaner und Thomisten Johannes Picardi von Lichtenberg, der 1303 in einer quaestio dazu Stellung nahm. Dietrichs Theorie erwähnte Johannes nicht, obwohl er offensichtlich völlig anderer Meinung war. Möglicherweise hat Dietrich seine Position erst nach 1303 dargelegt und damit auf die Ausführungen des Johannes reagiert. Nach einer anderen Hypothese wagte es Johannes nicht, Dietrich offen und hart zu widersprechen, da dieser damals im Dominikanerorden eine mächtige Persönlichkeit war.
Auch Meister Eckhart († 1327/1328) knüpfte an die Ausführungen des Augustinus über das Verborgene des Geistes an. Er griff die Formulierung in abdito mentis auf, zitierte die Augustinus-Stelle häufig und übersetzte sie mit in dem verborgensten der sêle und ähnlichen Wendungen ins Mittelhochdeutsche. Dabei gab er dem Ausdruck einen neuen Sinn, denn sein Denken ging in eine Richtung, die ihn über das Konzept des Augustinus hinausführte. Der antike Kirchenvater hatte sich mit dem Wirken unbewusster Vorstellungen (notitiae) befasst, die dem aktuellen Bewussthaben vorausliegen und im Denkakt in das Bewusstseinsfeld (conspectus mentis) hervortreten. Diese Vorstellungen hatte er im abditum mentis verortet. Eckhart hingegen meinte mit dem „Verborgensten der Seele“ den göttlichen, ungeschaffenen „Seelengrund“, in dem nach seiner Lehre die Gottheit stets anwesend ist. Dort hat die Seele keinerlei Vorstellungen, weder von sich selbst noch von irgendetwas Geschaffenem. Sie hat dort „weder Wirken noch Verstehen“, denn von diesem Bereich, der Gott allein vorbehalten bleibt, ist alles Geschöpfliche ausgeschlossen. Dort sind alle Unterscheidungen aufgehoben, zwischen der Gottheit und dem Ungeschaffenen der Seele besteht kein Unterschied. Im Gegensatz zum abditum mentis des Augustinus ist Eckharts zeit- und ortloser Seelengrund kein „Ding“, er zählt nicht zum dinghaft Seienden, lässt sich nicht in das Kategoriensystem des Aristoteles einordnen und ist daher dem diskursiven Denken entzogen.
In diesem Sinn äußerte sich auch Johannes Tauler († 1361) in seinen Predigten. Er zitierte die Stelle aus De trinitate und gab den Ausdruck abditum mentis mit verborgen appetgrunde (verborgener Abgrund) wieder. Tauler identifizierte das abditum mentis mit dem „lautersten, innigsten, edelsten“ Teil des Menschen, dem „innersten Grund“, wo allein wahre Einheit sei. Auf diesen Grund beziehe sich die Feststellung des Augustinus, dass die Seele in sich einen verborgenen Abgrund besitze, der mit der Zeitlichkeit und dieser ganzen Welt nichts zu tun habe. Mit Entschiedenheit verwarf Tauler die Gleichsetzung des abditum mentis mit dem tätigen Intellekt, denn er war der Überzeugung, dass der Seelengrund den Intellekt transzendiere. Er meinte, der Mensch sei wie aus drei Menschen gestaltet: dem „viehischen“ Menschen, der nach den Sinnen lebe, dem vernünftigen und dem „obersten, inneren“ Menschen, der „gottförmig, gottgebildet“ sei. Am obersten Menschen solle man sich orientieren; es komme darauf an, den nach außen gerichteten Menschen in die Innerlichkeit zu ziehen und ihn von den bildhaften, sichtbaren Dingen zu den unsichtbaren zu lenken. Der „oberste“ Mensch sei der Bereich, den Augustinus abditum mentis genannt habe. Tauler rief seine Zuhörer dazu auf, ihr „verborgenes Gemüt“, wie Augustinus es bezeichnet habe, in der „Verborgenheit des göttlichen Abgrundes“ zu verbergen. In der Verborgenheit werde der geschaffene Geist wieder in seine Ungeschaffenheit zurückgetragen, wo er ewig gewesen sei, ehe er geschaffen worden sei.
Der neuplatonisch ausgerichtete Philosoph Berthold von Moosburg († frühestens 1361), der wie Dietrich, Eckhart und Tauler dem Orden der Dominikaner angehörte, übernahm Dietrichs Identifizierung des abditum mentis mit dem tätigen Intellekt.
Im Jahr 1487 nahm der Humanist Giovanni Pico della Mirandola in seiner Rechtfertigungsschrift Apologia zum „verborgenen Erkennen“ Stellung. Dabei berief er sich auf Heinrich von Gent, dem er hinsichtlich der Existenz dieser Erkenntnisweise zustimmte. Auch Tommaso Campanella (1568–1639) trat für Heinrichs Auffassung ein.